# Semaeopus consobrinata
Semaeopus consobrinata är en fjärilsart som beskrevs av W. Warren 1900. Semaeopus consobrinata ingår i släktet Semaeopus och familjen mätare. Inga underarter finns listade i Catalogue of Life.